# Городищенська волость (Слов'яносербський повіт)
Городищенська волость — адміністративно-територіальна одиниця Слов'яносербського повіту Катеринославської губернії.
Станом на 1886 рік складалася з 2 поселень, 2 сільських громад. Населення — 7790 осіб (3782 чоловічої статі та 4008 — жіночої), 1044 дворових господарства.
|                    | Площа, десятин | У тому числі орної, дес. |
| ------------------ | -------------- | ------------------------ |
| Сільських громад   | 21517          | 7630                     |
| Казенної власності | 30             | 30                       |
| Іншої власності    | 208            | 63                       |
| Загалом            | 21755          | 7723                     |

Поселення волості:
- Городище — власницьке село при річці Білій за 50 верст від повітового міста, 4175 осіб, 581 двір, 2 каплиці, 7 лавок, базари щонеділі, за 4 версти — залізнична станція Городище.
- Фащівка — власницьке село при річці Фащівка, 3513 осіб, 463 двори, православна церква, винний склад, ренський погріб, 3 ярмарки на рік.